# Giuseppe Petrocchi

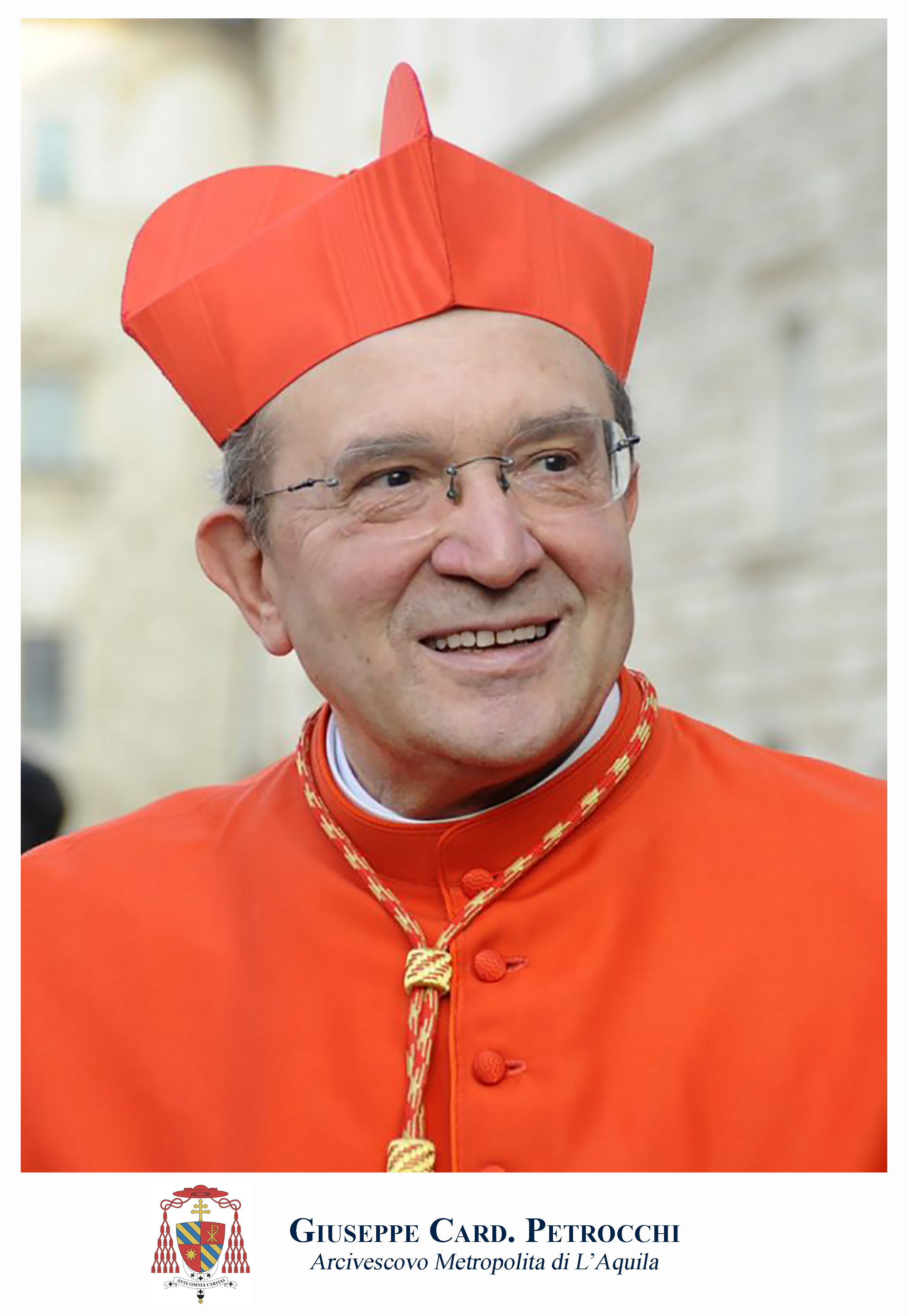
Giuseppe Kardinal Petrocchi (2018)

Kardinalswappen

Giuseppe Kardinal Petrocchi (* 19. August 1948 in Ascoli Piceno) ist ein italienischer römisch-katholischer Geistlicher und emeritierter Erzbischof von L’Aquila.

## Leben
Giuseppe Petrocchi studierte ab 1965 in Ascoli Piceno und ab 1967 auf Empfehlung seines Heimatbischofs Marcello Morgante in Rom. Er empfing am 14. September 1973 das Sakrament der Priesterweihe und war fortan als Pfarrer verschiedener Gemeinden tätig. Daneben engagierte sich Petrocchi von 1973 bis 1975 im Bereich der Jugendseelsorge. Von 1975 bis 1985 war er Rektor des bischöflichen Berufsbildungszentrums von Ascoli Piceno. 1991 wurde er Chefredakteur der dortigen Kirchenzeitung, was er bis 1998 blieb.
Am 27. Juni 1998 ernannte ihn Papst Johannes Paul II. zum Bischof von Latina-Terracina-Sezze-Priverno. Der Bischof von Ascoli Piceno, Silvano Montevecchi, spendete ihm am 20. September desselben Jahres die Bischofsweihe; Mitkonsekratoren waren der emeritierte Bischof von Ascoli Piceno, Marcello Morgante, und der emeritierte Bischof von Latina-Terracina-Sezze-Priverno, Domenico Simone Pecile. In dem erst 1986 zusammengelegten Bistum reformierte Petrocchi die Seelsorge durch die Schaffung einer effektiven Pastoralorganisation.
Am 8. Juni 2013 ernannte ihn Papst Franziskus zum Erzbischof von L’Aquila. Am 29. Juni 2013 erhielt er das Pallium aus den Händen des Papstes. Die Installation als Metropolit fand am 7. Juli 2013 statt.
Im Konsistorium vom 28. Juni 2018 nahm ihn Papst Franziskus als Kardinalpriester mit der Titelkirche San Giovanni dei Fiorentini in das Kardinalskollegium auf. Petrocchi selbst bezeichnete seine Ernennung als „unerwartet“ und interpretierte sie als „Zeichen der Nähe“ des Papstes zu den Opfern des Erdbebens von Mittelitalien. Die Besitzergreifung seiner Titelkirche fand am 3. März des folgenden Jahres statt. Seit April 2020 leitet Kardinal Petrocchi eine von Franziskus eingerichtete Studienkommission, die sich mit einer möglichen Zulassung von Frauen zum Diakonat befasst.
Am 1. August 2024 nahm der Papst sein Rücktrittsgesuch an, Nachfolger wurde der bisherige Koadjutorerzbischof Antonio D’Angelo. Nach dem Tod von Papst Franziskus nahm Kardinal Petrocchi am Konklave 2025 teil, das Leo XIV. wählte.
Giuseppe Petrocchi ist Großoffizier des Ritterordens vom Heiligen Grab zu Jerusalem und Prior der Komturei L’Aquila in der Ordensprovinz Abruzzen.

## Mitgliedschaften
Giuseppe Petrocchi ist Mitglied folgender Dikasterien der römischen Kurie:
- Päpstliche Kommission für den Staat der Vatikanstadt (seit 22. September 2018)[7]
- Kongregation für das Katholische Bildungswesen (seit 6. Oktober 2018)[8]
- Kongregation für die Selig- und Heiligsprechungsprozesse (seit 27. April 2019)[9]
- Kongregation für den Klerus (seit 13. Juli 2019)[10]